# Traité de paix et d'amitié entre le Japon et la république populaire de Chine
Pour les articles homonymes, voir Traité de paix et d'amitié.
Le traité de paix et d'amitié entre le Japon et la république populaire de Chine (japonais : 日本国と中華人民共和国との間の平和友好条約 (Nihonkoku to Chūka Jinmin Kyōwakoku to no aida no Heiwa Yūkō Jōyaku), mandarin : 中华人民共和国和日本国和平友好条约, pinyin: Zhōnghuá Rénmín Gònghéguó hé Rìběnguó hépíng yǒuhǎo tiáoyuē) est un traité de paix conclu entre la république populaire de Chine et le Japon le 12 août 1978. Le traité est signé à Pékin par Huang Hua (1913-2010), ministre des Affaires étrangères de la république populaire de Chine, et Sunao Sonada (1913-1984), ministre des Affaires étrangères du Japon. Le traité entre en vigueur le 23 octobre 1978 à l’occasion de la visite d'État au Japon de Deng Xiaoping (1904-1997), vice-Premier ministre de la république populaire de Chine. Le traité a pour origine le communiqué commun du gouvernement du Japon et du gouvernement de la république populaire de Chine de 1972. 
Les négociations sur un traité de paix formel commencent en 1974 mais s'étendent à différents litiges jusqu'en 1978. Fermement critiqué par l'Union soviétique, le traité comprend en fin de compte cinq articles.

## Note
1. ↑  Le traité est communément connu en japonais par son nom abrégé, 日中平和友好条約 (Nitchū Heiwa Yūkō Jōyaku?)

## Source de la traduction
- (en) Cet article est partiellement ou en totalité issu de l’article de Wikipédia en anglais intitulé « Treaty of Peace and Friendship between Japan and the People's Republic of China » (voir la liste des auteurs).